# Eden Park (Virginia Occidental)
Eden Park es un área no incorporada ubicada en el condado de Lincoln (Virginia Occidental), Estados Unidos. Está clasificada como un asentamiento humano por el Sistema de Información de Nombres Geográficos.
Aparece registrada en U.S. Geological Survey con fecha de entrada del 20 de mayo de 1997. El número de identificación asignado por el Sistema de Información de Nombres Geográficos es 1741615.

## Geografía
Se encuentra a una altitud de 192 m s. n. m. (630 pies) según el Servicio Geológico de Estados Unidos.